# Ібрагім Загір ад-Дін
Ібрагім Загір ад-Дін (*д/н — 1126/1127) — 2-й бей Держави Шах-Арменідів з 1112 до 1126/1127 року.

## Життєпис
Походив з династії Сокменли. Старший син Сокмана I та Інанч-хатун. Після загибелі батька у 1112 році стає новим правителем держави. Втім фактичну владу мала мати Ібрагіма. Внаслідок її втручання та слабкості й недосвідченості нового бея Шах-Арменіди втратили низки володінь в Малій Азії. До 1115 року стали самостійними князі Сасуна, втрачено Манцикерт, долину біля міста Бінгьоль. 
Також посилився вплив сельджуцького султана Мухаммеда I, який у 1116 році відняв у Шах-Арменідів важливе місто Сильван з областю й передав його синові Масуду. Згодом місто перейшло до Артукідів, суперників Ібрагіма. Саме Ібрагім заклав традицію шлюбів з вірменськими принцесами одружившись з представницею роду Мхаргрдзелі-Закаряни. Це в свою чергу розширило підтримку серед місцевого переважно вірменського населення.
У 1118—1119 роках не скористався внутрішніми чварами в Сельджуцькій імперії, встановивши мир з усіма сусідами. У 1121 році на чолі війська брав участь в Дідгорській битві, де мусульмани зазнали поразки від християнської коаліції на чолі із Давидом IV, царем Грузії. У 1123—1124 роках завдав поразки роду Салтукідів, які визнали зверхність Ібрагіма. Помер у наприкінці 1126 або на початку 1127 року. Йому спадкував брат Ахмад.

## Родина
- Сокман II Насір ад-Дін, шахармен у 1128—1185 роках
- донька, дружина Алпи Наджм ад-діна, еміра Мардина